# Ivan Montana
Ivan Montana (fl. XX secolo) è stato un calciatore italiano, di ruolo attaccante.

## Carriera
Con la Triestina disputa 4 gare segnando 2 reti nel campionato di Divisione Nazionale 1928-1929.